# 小沃訥托里鄉
44°29′N 25°34′E / 44.483°N 25.567°E
小沃訥托里鄉（羅馬尼亞語：Comuna Vânătorii Mici, Giurgiu），是羅馬尼亞的鄉份，位於該國南部，由久爾久縣負責管轄，面積58平方公里，海拔高度116米，2007年人口4,667，人口密度每平方公里80人。